# Municipio Puerto Pérez
Das Municipio Puerto Pérez liegt im Departamento La Paz im südamerikanischen Anden-Staat Bolivien.

## Lage im Nahraum
Das Municipio Puerto Pérez ist eines von vier Municipios der Provinz Los Andes und liegt im nordwestlichen Teil der Provinz. Es grenzt im Nordwesten an den Titicacasee, im Westen und Süden an das Municipio Pucarani und im Osten an das Municipio Batallas.
Das Municipio hat 42 Ortschaften (localidades), Verwaltungssitz des Municipio ist Puerto Pérez mit 578 Einwohnern im nördlichen Teil des Municipios. (Volkszählung 2012)

## Geographie
Das Municipio Puerto Pérez liegt auf einer mittleren Höhe von 3850 m südöstlich des Titicacasees auf dem bolivianischen Altiplano zwischen den Anden-Gebirgsketten der Cordillera Occidental im Westen und der Cordillera Central im Osten.
Die mittlere Jahrestemperatur der Region liegt bei 8 °C, der Jahresniederschlag beträgt 500–600 mm (siehe Klimadiagramm El Alto). Die Region weist ein ausgeprägtes Tageszeitenklima auf, die Monatsdurchschnittstemperaturen schwanken nur unwesentlich zwischen 7 °C im Juli und 11 °C im Dezember. Die Monatsniederschläge liegen zwischen unter 10 mm in den Monaten Juni und Juli und nahe 100 mm von Dezember bis Februar.

## Bevölkerung
Die Einwohnerzahl des Municipio Puerto Pérez ist zwischen 1992 und 2024 nur geringfügig angestiegen:
| Jahr | Einwohner | Quelle       |
| ---- | --------- | ------------ |
| 1992 | 7586      | Volkszählung |
| 2001 | 7830      | Volkszählung |
| 2012 | 7028      | Volkszählung |
| 2024 | 7874      | Volkszählung |

Die Lebenserwartung der Neugeborenen lag im Jahr 2001 bei 56,1 Jahren, die Säuglingssterblichkeit ist von 7,6 Prozent (1992) auf 9,0 Prozent im Jahr 2001 gestiegen. Das Municipio wies bei der letzten Volkszählung 2012 eine Bevölkerungsdichte von 64,5 Einwohnern/km².
Der Alphabetisierungsgrad bei den über 19-Jährigen beträgt 65,8 Prozent, und zwar 82,5 Prozent bei Männern und 50,4 Prozent bei Frauen (2001).
59,7 Prozent der Bevölkerung sprechen Spanisch, 97,8 Prozent sprechen Aymara, und 0,1 Prozent Quechua. (2001)
63,9 Prozent der Bevölkerung haben keinen Zugang zu Elektrizität, 76,7 Prozent leben ohne sanitäre Einrichtung (2001).
65,4 Prozent der insgesamt 2.451 Haushalte besitzen ein Radio, 11,5 Prozent einen Fernseher, 29,7 Prozent ein Fahrrad, 0,2 Prozent ein Motorrad, 0,7 Prozent ein Auto, 0,2 Prozent einen Kühlschrank und 0,7 Prozent ein Telefon. (2001)

## Politik
Ergebnis der Regionalwahlen (concejales del municipio) vom 4. April 2010:
| Wahl- berechtigte |  | Wahl- beteiligung | gültige Stimmen |  | MAYA   | ASP    | M.P.S. | URNA   | MSM    | MAS-IPSP |
| ----------------- |  | ----------------- | --------------- |  | ------ | ------ | ------ | ------ | ------ | -------- |
| 3.737             |  | 3.469             | 2.493           |  | 574    | 528    | 457    | 377    | 352    | 205      |
|                   |  | 92,8 %            | 71,9 %          |  | 23,0 % | 21,2 % | 18,3 % | 15,1 % | 14,1 % | 8,2 %    |

Ergebnis der Regionalwahlen (elecciones de autoridades políticas) vom 7. März 2021:
| Wahl- berechtigte |  | Wahl- beteiligung | gültige Stimmen |  | J.A.LLALLA.L.P. | MAS-IPSP | FPV    | MTS    | PBCSP  | PDC    | ASP    |
| ----------------- |  | ----------------- | --------------- |  | --------------- | -------- | ------ | ------ | ------ | ------ | ------ |
| 3.720             |  | 3.428             | 2.805           |  | 1.129           | 991      | 213    | 137    | 97     | 57     | 33     |
|                   |  | 92,15 %           | 81,83 %         |  | 40,25 %         | 35,33 %  | 7,59 % | 4,88 % | 3,46 % | 2,03 % | 1,18 % |

## Gliederung
Das Municipio untergliederte sich bei der letzten Volkszählung von 2012 in die folgenden vier Kantone:
- 02-1204-01 Kanton Puerto Pérez – 11 Ortschaften – 2.114 Einwohner
- 02-1204-02 Kanton Aygachi – 10 Ortschaften – 1.214 Einwohner
- 02-1204-03 Kanton Suriqui – 7 Ortschaften – 1.744 Einwohner
- 02-1204-04 Kanton Cascachi – 13 Ortschaften – 1.956 Einwohner

## Ortschaften im Municipio Puerto Pérez
- Kanton Puerto Pérez
  - Puerto Pérez 578 Einw.

- Kanton Aygachi
  - Karapata Alta 268 Einw.

- Kanton Suriqui
  - Ayzadera 382 Einw.

- Kanton Cascachi
  - Cumaná 457 Einw. – Cascachi 204 Einw.